# رنسانس در لهستان
رنسانس در لهستان (لهستانی: Renesans, Odrodzenie) که از اواخر سده ۱۵ تا سده ۱۶ میلادی به طول انجامید دوره‌ای است که به عنوان عصر طلایی فرهنگ لهستان در نظر گرفته می‌شود. تاج و تخت پادشاهی لهستان در این دوران دست دودمان یاگیلون بود که از سال ۱۵۶۹ میلادی به مشترک‌المنافع لهستان–لیتوانی مبدل شد. در این دوران پادشاهی لهستان که متشکل از چندین ملیت بود دورانی از رشد فرهنگی را طی یک قرن بدون جنگ (به جز درگیری‌های کوچک در مناطق کم‌جمعیت شرقی و جنوبی) تجربه کرد. اصلاحات پروتستانی به شکل صلح‌آمیزی در لهستان گسترش یافت، شرایط زندگی بهتر شد و مردم (به خصوص شلختا) ثروتمندتر شدند. ثروتمند شدن شلختا باعث شد تا در نظام سیاسی جدید قدرت بیشتری داشته باشند و دوران آزادی طلایی آغاز شود.

## نگاه کلی
جنبش رنسانس که از ایتالیا نشات گرفته بود در سده‌های ۱۵ و ۱۶ میلادی به لهستان رسید. بسیاری هنرمندان و متفکران ایتالیایی که در جستجوی فرصت‌های نو به لهستان می‌آمدند از جانب اشراف و بزرگان کشور مورد احترام قرار می‌گرفتند و اندیشه‌های خود را گسترش می‌دادند. از میان این مهاجرین می‌توان به فرانچسکو فیورنتینو، سانتی گوچی، متئو گوچی، برناردو موراندو، جووانی باتیستا دیکاردو، فیلیپو بوناکورسی و خاندان‌های تاجری مانند خاندان بونر و خاندان مونته‌لوپی را نام برد. این افراد بیشتر در کراکوف که تا سال ۱۶۱۱ میلادی پایتخت لهستان بود ساکن می‌شدند.

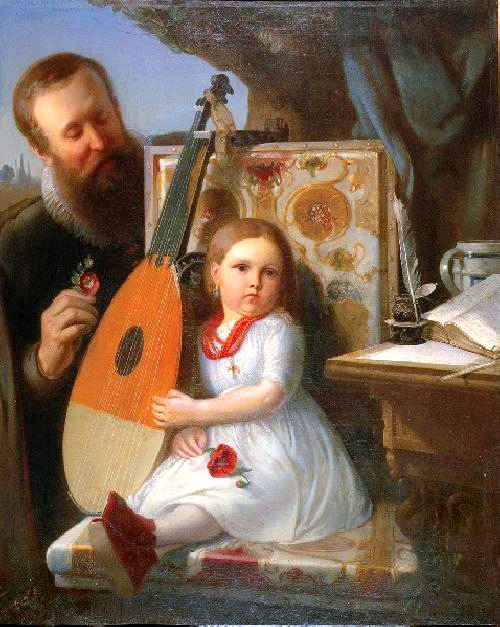
جان کوچانوفسکی شاعر و نثرنویس مشهر لهستانی و دختر محبوبش.

در این دوره ارزش‌ها عصر روشنگری مانند کرامت انسان و قدرت عقل او در لهستان مورد تشویق قرار گرفتند. آثار بسیاری از زبان‌های کهن مانند لاتین، زبان یونانی و زبان عبری یا زبان‌های دیگر مانند زبان ایتالیایی به لهستانی ترجمه شدند. دانشگاه یاگیلونیا که یکی از کهن‌ترین دانشگاه‌های جهان است بین سال‌های ۱۵۰۰ تا ۱۵۳۶ دوران طلایی خود را تجربه می‌نمود. در دهه نخست سده ۱۶ میلادی ۳۲۱۵ تن از این دانشگاه فارغ‌التحصیل شدند که این آمار تا قرن ۱۸ تکرار نشد. در دوران رنسانس لهستان به دلیل حمایتی که از اندیشه می‌شد دانشمندان و متفکران بسیاری تربیت شدند. از این جمله می‌توان افراد زیر را نام برد: نیکلاس کوپرنیک که در کتاب درباره گردش اجرام آسمانی نظریه خورشیدمرکزی را بیان نمود. ماچی میخوویتا که آثارش دقیق‌ترین منبع جغرافیا و قوم‌نگاری اروپای شرقی در آن زمانه بود. ورنارد واپوفسکی که نقشه‌نگاری شناخته شده بود. مارچین کرومر که در مورد تاریخ لهستان و جغرافیای لهستان نوشت. آندری فردج مودژفسکی که فیلسوف بود. میکولایی ری که استفاده از زبان لهستانی برای شعر را محبوب کرد و جان کوچانوفسکی که در زمره مشهورترین شاعران تاریخ لهستان است.

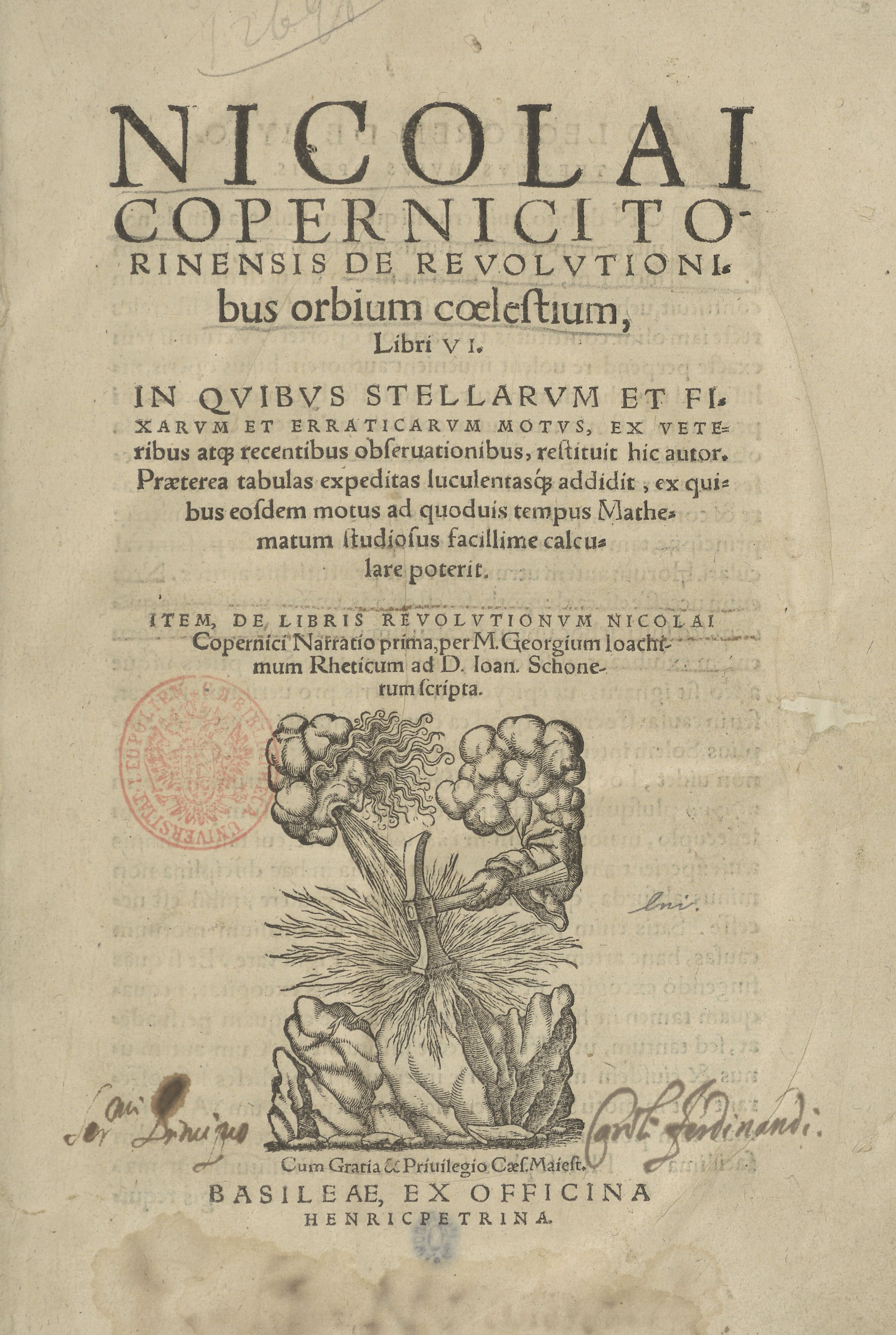
کتاب درباره گردش اجرام آسمانی

جوانان لهستانی و به خصوص فرزندان شلختا در این ایام پس از پایان تحصیل در یکی از هزاران مدرسه، جیمنیزیوم (مدرسه) یا دانشگاه‌های موجود در لهستان مانند دانشگاه یاگیلونیا، دانشگاه ویلنیوس یا دانشگاه زامویسکی برای ادامه تحصیل به کشورهای دیگر می‌رفتند. اندیشمندان لهستانی مانند آندری فردج مودژفسکی، یوهانس دانتیسکا یا یان واسکی هم با معروف‌ترین اندیشمندان اروپا مانند تامس مور، دسیدریوس اراسموس و فیلیپ ملانشتن ارتباط مرتب داشتند. لهستان نه تنها در داد و ستد ایده‌های نو با غرب اروپا نقش داشت بلکه در گسترش فرهنگ غربی در میان اسلاوهای شرقی هم مؤثر بود. برای مثال نخستین کتاب با خط سیریلیک سال ۱۴۹۱ در کراکوف چاپ شد.

## هنر

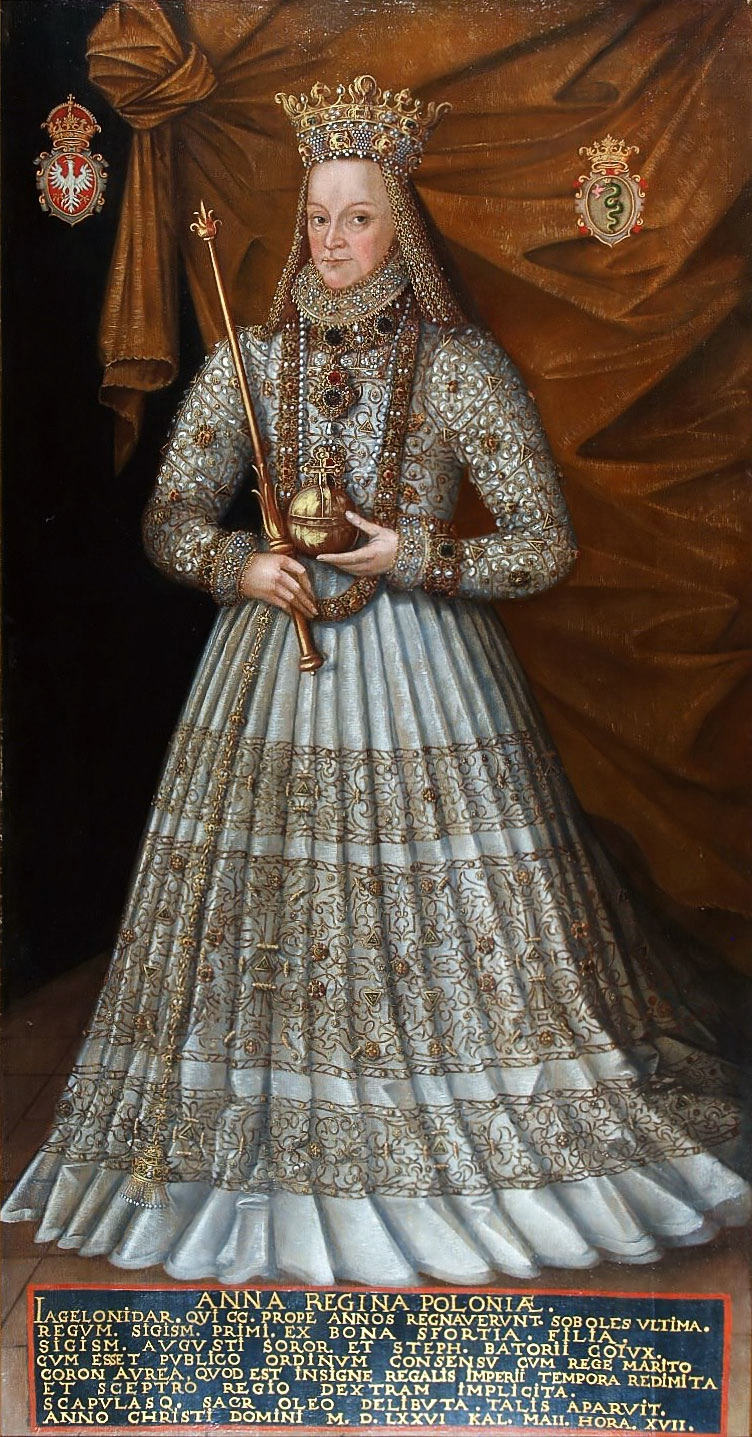
نقاشی از ملکه آنا یاگیلون اثر مارتین کوبر، ۱۵۷۶ میلادی.

در آن دوران هنر و معماری در لهستان بسیار مورد تشویق و احترام قرار داشتند. شاه سیگیسمونت یکم پیر که در سال ۱۵۰۷ به شاهی رسید مشوق بسیاری از هنرمندان بود و طرح‌های بسیاری را به بارتولومئو بریچی سپرد. پسرش سیگیسموند دوم آگوستوس و بسیاری از اشراف آن زمان لهستان هم شوق بسیاری برای رنسانس داشتند. در سال ۱۵۷۸ صدراعظم لهستان یان زامویسکی ساخت شهر آرمانی بر اساس الگوهای رنسانس را آغاز کرد که به افتخار او زاموشچ نامیده شد. دو شهر گدانسک و کراکوف در این دوره بیشترین تأثیر را از رنسانس دریافت کردند اما در شهرهای دیگر نیز آثاری در دوره رنسانس ساخته شد.
نقاشی عصر رنسانس نیز توسط هنرمندان مهاجر به لهستان آورده شد. لوکاس کراناخ پدر، هانس دورر، هانس فون کولمباخ و مارتین کوبر از جمله این نقاشان بودند.
مرکز فرهنگ موسیقی در آن ایام اقامتگاه سلطنتی در کراکوف بود که دربار سلطنتی پذیرای بسیاری از نوازندگان خارجی و داخلی بود. عده‌ای از مشهورترین موسیقی‌دانان آن دوره لهستان عبارتند از: یان لوبلینیایی، نیکولائوس کراکووینسیس، میکولای گوموکا و واتسواف شاموتووی.

## ادبیات
نخستین دستگاه چاپ فشاری در سال ۱۴۷۳ توسط یک آلمانی به نام کسپر اشترابه در کراکوف راه‌اندازی شد. بین سال‌های ۱۵۶۱ تا ۱۶۰۰ میلادی ۱۷ چاپخانه در لهستان بیش از ۱۲۰ عنوان کتاب را در سال منتشر می‌کردند که میانگین برای هر اثر ۵۰۰ نسخه چاپ می‌شد. اولین ترجمه کامل کتاب مقدس به لهستانی در سال ۱۵۶۱ انجام شد. استانیسواو موژنوفسکی هم نخستین کتاب دستور خط و زبان لهستانی را در سال ۱۵۵۱ منتشر نمود. در زمان رنسانس فرهنگ حاکم بر لهستان چندزبانگی بود و آثار بسیاری از نویسندگان ترکیبی از دو زبان لهستانی و لاتین (تلمیع) است.
در لهستان آن ایام ترجمه‌های گوناگونی از انجیل به لهستانی منتشر شد که معروفترینش انجیل یاکوب وویک اثر یاکوب وویک بود که در سال ۱۵۹۹ چاپ شد. اما ادبیات تنها به موضوعات مذهبی نمی‌پرداخت. اشراف لهستان آثاری را می‌پسندیدند که به ارزش‌های مادی و معنوی آن‌ها مانند سرمتی‌گرایی توجه نماید.

## معماری
معماری رنسانس در لهستان را می‌توان به سه دوره تقسیم نمود. دوره نخست که از ۱۵۰۰ تا ۱۵۵۰ به طول انجامید را دوره ایتالیایی می‌نامند زیرا که در این دوره بناها را عمدتاً معمارانی که از ایتالیا و به خصوص از فلورانس آمده بودند می‌ساختند. در دوره دوم که از ۱۵۵۰ تا ۱۶۰۰ ادامه داشت معماری رنسانس تحت تأثیر هلند بود و تکلف‌گرایی نیز آغاز شد. دوره سوم که ۱۶۰۰ تا ۱۶۵۰ است تکلف‌گرایی به اوج رسید و نمونه‌های ارزنده‌ای از باروک ساخته شد.

### دوره نخست

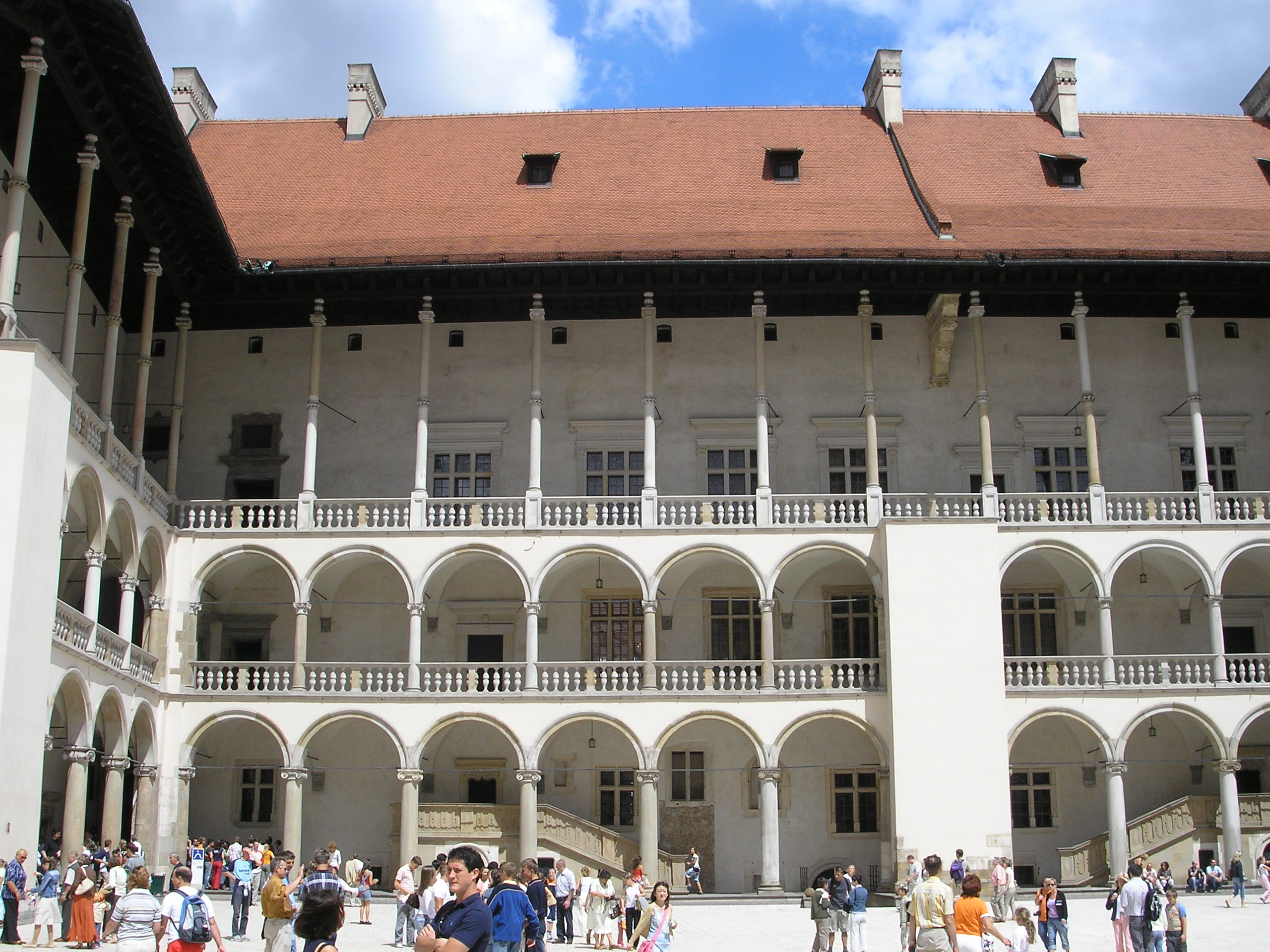
دژ واول یکی از نمونه‌های دوره نخست معماری رنسانس در لهستان است.

دژ واول در سال ۱۴۹۹ میلادی آتش گرفت و شاه الکساندر یاگیلون در سال ۱۵۰۴ میلادی برنامه بازسازی آن را آغاز کرد. پس از مدتی این برنامه به بارتولومئو بریچی و بندیکت ساندومیژی سپرده شد که نتیجه کار بازسازی این دژ به صورت یک دژ با معماری رنسانسی مکتب فلورانس بود. افزون بر این دژ در سرتاسر لهستان بناهای گوناگونی براساس الگوهای رنسانس ساخته یا بازسازی می‌شدند.
کلیساهای لهستان در این دوره هنوز به صورت سنتی و متأثر از مکتب گوتیک بودند و فقط نمازخانه‌هایی که در اطراف کلیساهای بزرگ ساخته می‌شدند متأثر از معماری رنسانس بودند. دو نمونه از این کارها نمازخانه سیگسموند و کلیسای جامع واول است که هر دو توسط بریچی ساخته شدند.

### دوره دوم

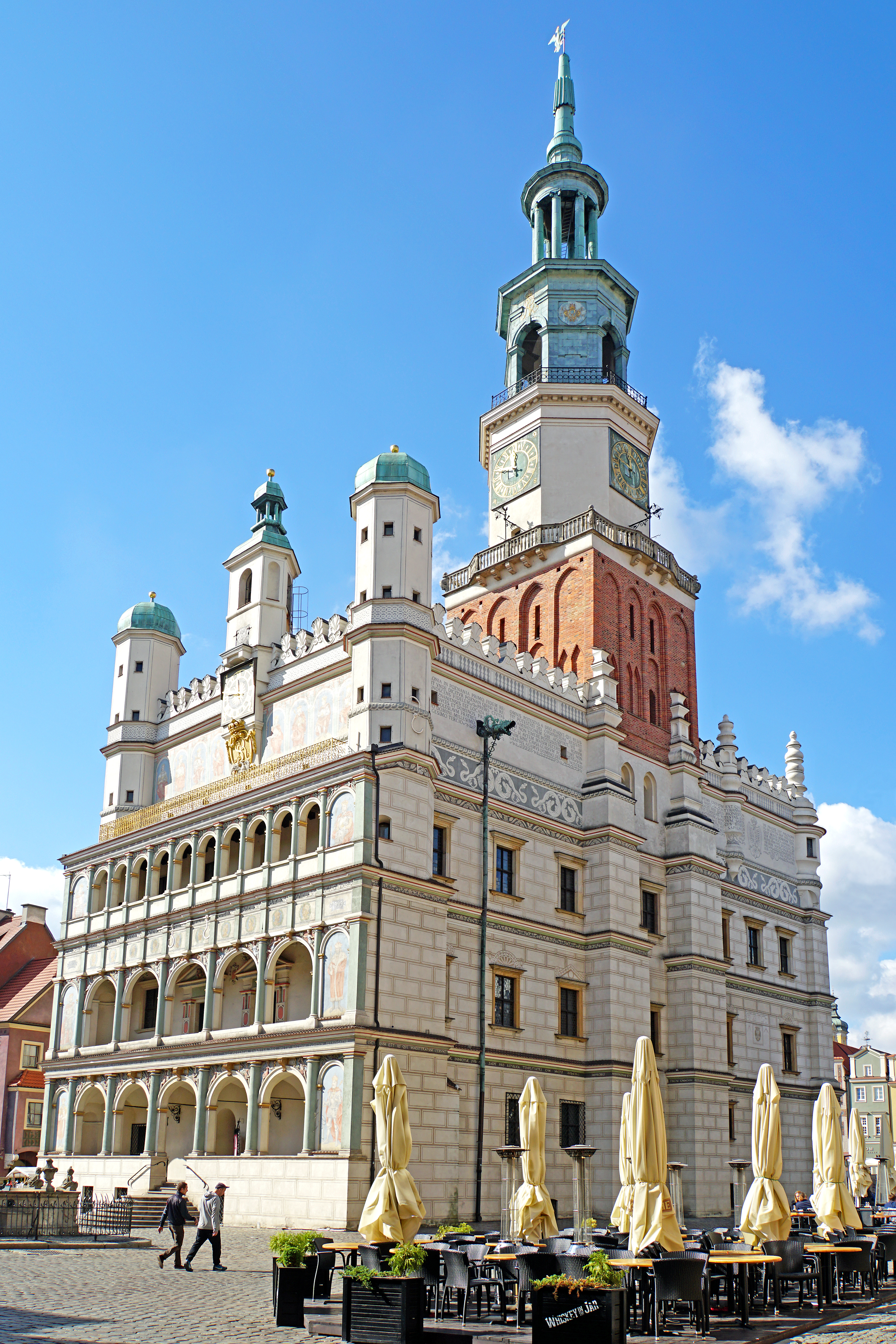
تالار شهر پوزنان که توسط جووانی باتیستا دیکاردو بازسازی شد. ۱۵۵۰–۱۵۰۰ میلادی

در دوره دوم معماری رنسانس در لهستان بیشتر مرسوم شد. به خصوص در شمال کشور که گروه بزرگی از هنرمندان هلندی در آن حضور داشتند. در هر ناحیه از لهستان معماری رنسانسی با توجه به شرایط محلی شکل خاص خود را می‌گرفت و می‌توان آغاز تکلف‌گرایی را مشاهده نمود. سه الگوی اصلی معماری لهستان در این دوره عبارتند از: سبک ایتالیایی که بیشتر در جنوب لهستان حضور داشت. سبک هلندی که در شمال لهستان بود و سبک لوبلین-کالیش در مرکز لهستان. (نگاه کنید به رنسانس لوبلین)
دژها و شهرهای جدیدی که آن زمان در لهستان ساخته می‌شدند متأثر از طراحی رنسانسی بودند. مهم‌ترین نمونه‌های این بناها که بیشتر از ایتالیا از رنسانس شمال اروپا الگو گرفته‌اند عبارتند از: دروازه طلایی گدانسک، اسلحه‌خانه بزرگ گدانسک و تالار قدیم شهر گدانسک.

### دوره سوم

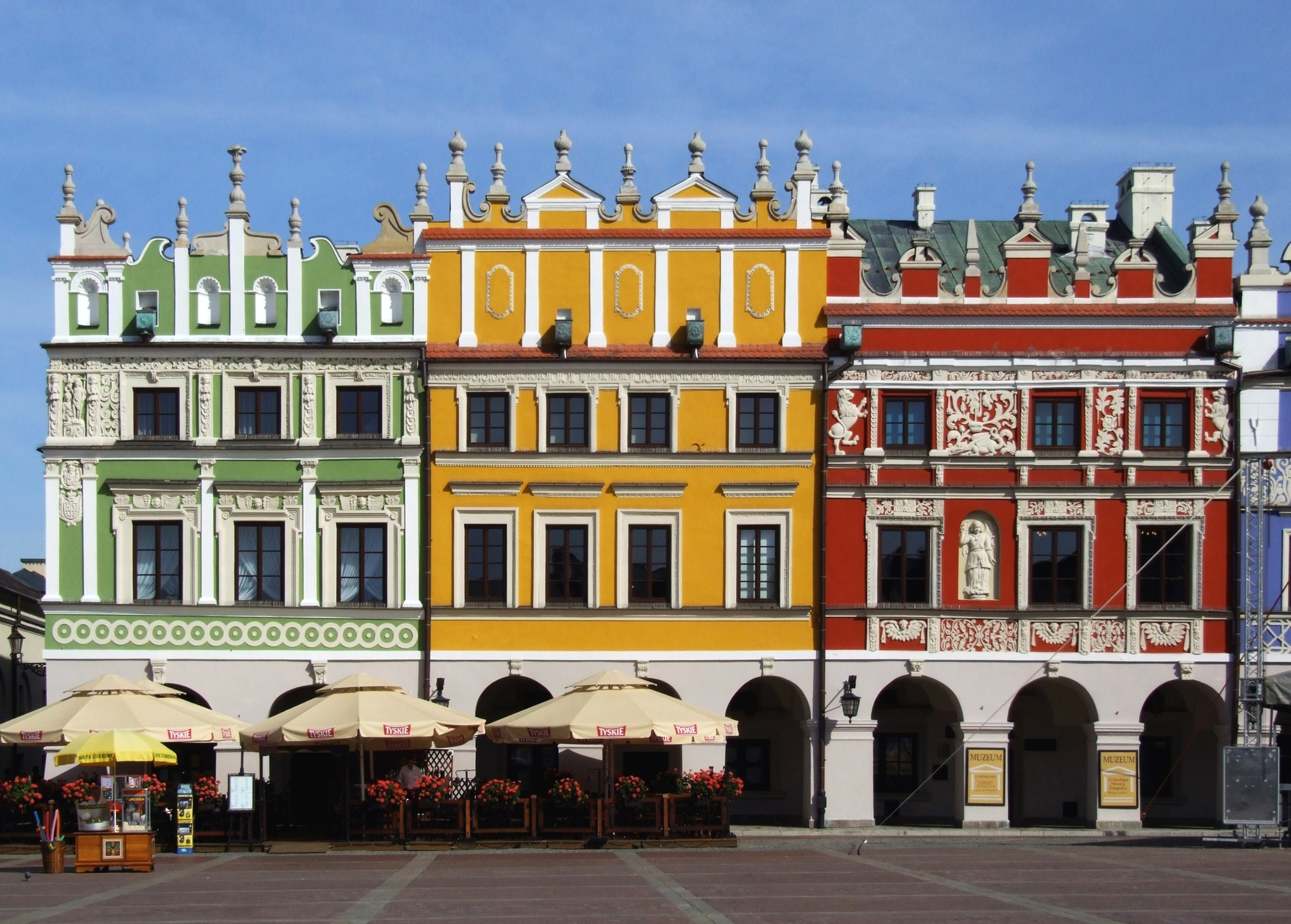
خانه ارمنی‌ها در زاموشچ

آتش‌سوزی دژ واول و انتقال پایتخت به ورشو در سال ۱۵۹۶ موجب پایان رنسانس در کراکوف و دانزیگ (گدانسک) شد. قدرت گرفتن یسوعیان و اصلاح کاتولیک هم موجب حرکت به سمت تکلف‌گرایی در معماری شد. مهم‌ترین نمونه‌های این تکلف‌گرایی در معماری لهستان خانه‌هایی است که در کاژیمیش دالنی و زاموشچ ساخته شدند.